# Sint-Lodewijkscollege (Lokeren)
Het Sint-Lodewijkscollege, afgekort ookwel SLC genoemd. is een katholieke middelbare school in het centrum van de Belgische stad Lokeren. De ingang van de school, aan de Markt, is als beschermd monument geklasseerd.

## Geschiedenis
De barokke herenwoning aan de ingang dateert uit 1714 en werd ontworpen in opdracht van de familie Van Kersschaever. Het wordt thans gebruikt als vergaderruimte en bureel.
De school werd opgericht in 1850 door Mgr. Louis Delebecque, hoewel de verkoop van de grond en de gebouwen aan het bisdom pas werd gesloten in 1855. In het prille begin herbergde het college ook nog een lagere school en tot 1971 was er ook een internaat. Omdat in 1969 de Latijnse afdeling van het Instituut Onze-Lieve-Vrouw-Presentatie (meisjesschool) niet langer leefbaar bleek te zijn, begon de school, onder protest van de leerlingen zelf, met gemengde klassen en was daardoor een van de eerste scholen in Vlaanderen die co-educatie invoerden.
In 1984 werd begonnen met de bouw van het meest recente Schoolblok. Het aantal leerlingen steeg gestaag tot een toppunt in 1991 (1172) en stabiliseerde daarna. In 2000 vierde de school haar 150-jarig bestaan met het grote spektakel 'SLC aan Zee'.

## Onderwijs
De school bestaat uit een gedeelte eerste graad en tweede & derde graad afzonderlijk, en maakt deel uit van een schoolgemeenschap in de Durmestreek. Het onderwijs is katholiek geïnspireerd en wil ook vanuit die invalshoek werken. Het aanbod bestaat enkel uit klassieke ASO-opleidingen: Moderne talen, Wetenschappen, Humane Wetenschappen, Klassieke Talen, Economie en Wiskunde.
De directie bestaat uit drie personen:
- Een directeur Eerste Graad.
- Een adjunct-Directeur Tweede en Derde Graad.
- Een directeur Tweede en Derde Graad.

## Trivia
- Elk jaar organiseren de zesdejaars een totaalspektakel "den Avond van de zesdes", waarvan de winst steeds naar een goed doel gaat en waarvan in januari 2020 de 48ste editie plaatsvond.
- Elk jaar zetten de derdejaars de Damiaanactie op.

## Bekende oud-leerlingen
- Stijn Baert
- Alexander Corryn
- Tjörven De Brul
- Willy De Vliegher
- Maxime De Winne
- Jonas Geirnaert
- Tine Laureyns
- Hilaire Liebaut
- Linde Merckpoel
- Aster Nzeyimana
- Wim Oosterlinck
- Jolien Roets
- Lieven Scheire
- Bart Van Avermaet
- Chris Van den Durpel
- Anne Van Lancker
- Frank Van Erum
- Stijn Vlaeminck
- Bram Willems